# رودخانه اینگولت
رودخانه اینگولت (به انگلیسی: Inhulets River) رودخانه‌ای به‌طول ۵۴۹ کیلومتر است که در اوکراین جریان دارد.